# Érika Valek
Érika Yaneth Valek (Bucaramanga, 9 aprile 1982) è un'ex cestista colombiana.

## Carriera
È stata selezionata dalle Detroit Shock al secondo giro del Draft WNBA 2004 (23ª scelta assoluta).
Con la Colombia ha disputato i Campionati americani del 2011.

## Palmarès
- Frances Pomeroy Naismith Award (2004)